# Aigle sportif de Metline
Maillots
L'Aigle sportif de Metline (arabe : النسر الرياضي بالماتلين), plus couramment abrégé en AS Metline, est un club tunisien de football fondé en 1980 et basé dans la ville de Metline.
Le club, qui joue au stade militaire de la ville, évolue durant la saison 2016-2017 en Ligue III.

## Écusson

Logo ancien.
Logo actuel.